# Wikipédia en bas sorabe
Wikipédia en bas sorabe (en bas sorabe : Dolnoserbska Wikipedija) est l’édition de Wikipédia en bas sorabe, langue slave occidentale parlée dans le Brandebourg en Allemagne. L'édition est lancée le  12 janvier 2008,,,. Son code est : dsb.
Au 20 mars 2025, l'édition en bas sorabe contient 3 424 articles et compte 19 798 contributeurs, dont 23 contributeurs actifs et 1 administrateur.
L'édition en haut sorabe contient quant à elle 13 975 articles.

## Présentation

Aire de diffusion du sorabe ; le bas sorabe est au Nord et le haut sorabe au Sud.
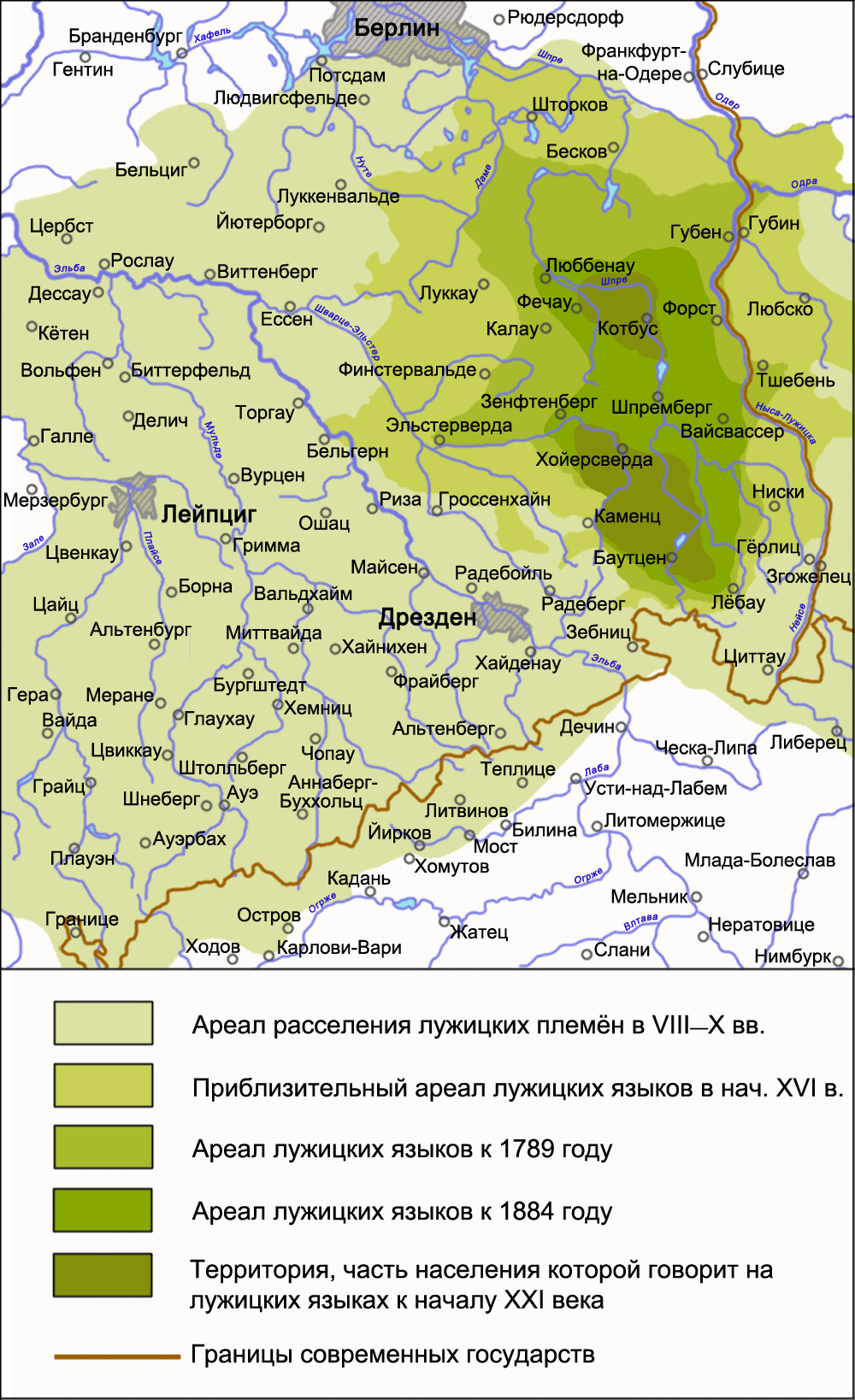
Évolution de l'aire de diffusion..

## Statistiques
- Le 12 mars 2015, l'édition en bas sorabe compte 2 588 articles et 9 070 utilisateurs enregistrés[5], ce qui en fait la 193e[6] édition linguistique de Wikipédia par le nombre d'articles et la 159e[7] par le nombre d'utilisateurs enregistrés, parmi les 287 éditions linguistiques actives.
- Le 2 novembre 2022, elle contient 3 332 articles et compte 17 431 contributeurs, dont 23 contributeurs actifs et 1 administrateur.
- Le 10 septembre 2024, elle contient 3 418 articles et compte 19 307 contributeurs, dont 26 contributeurs actifs et 1 administrateur.